# Everyday I Have the Blues
Everyday I Have the Blues (oder Every Day I Have the Blues) ist der Titel eines Bluesstandards der Sparks Brothers aus dem Jahre 1935, der durch die Version von B. B. King aus 1954 zum Bluesklassiker wurde.

## Entstehungsgeschichte

Lowell Fulson – Everyday I Have the Blues

Auch wenn die US-amerikanische Verwertungsgesellschaft Broadcast Music Incorporated (BMI) die Komposition Memphis Slim zuschreibt, ist sich die Fachwelt weitgehend darin einig, dass der Titel aus der Feder vom Pianisten Aaron „Pinetop“ Sparks stammt, der ihn als Solist am 28. Juli 1935 für Bluebird Records (#6125) in Chicago als einer von 8 Titeln in hoher Falsett-Stimme einspielte. Auch Bluesgitarrist Henry Townsend, der Aaron Sparks bei dieser Aufnahme begleitete, beanspruchte für sich einen Teil des Urheberrechts.
Memphis Slim (John Len Chatman) griff das Original unter dem geänderten Titel Nobody Loves Me als B-Seite von Angel Child auf und nahm es zusammen mit seinen The House Rockers am 10. Oktober 1947 auf. Die Single erschien erstmals im Oktober 1949 bei dem kurzlebigen Label Miracle Records (# 145). Die A-Seite erreichte Rang sechs der Rhythm-&-Blues-Hitparade, wie meist war die B-Seite nicht platziert. Es handelte sich um eine Coverversion von Everyday I Have the Blues der Sparks-Komposition, die als Komponisten jedoch Peter Chatman (Memphis Slim) auswies. Diesen Irrtum übernahmen viele spätere Versionen.
Wieder unter dem Originaltitel Everyday I Have the Blues entstand am 18. Juli 1949 eine Fassung von Lowell Fulson (Besetzung: Lloyd Glenn -Piano-, Billy Hadnott -Bass- und Bob Harvey -Schlagzeug-), die nach Veröffentlichung im Mai 1950 Rang drei der R&B-Charts erreichte und vom Musikmagazin Billboard bei den am meisten verkauften Rhythm-&-Blues-Platten an Rang 10 geführt wurde. Es folgte Jazzsänger Joe Williams (Checker #762) im September 1952, bevor der Titel zunächst in Vergessenheit geriet.

## Version von B. B. King

B. B. King - Every Day I Have the Blues

King war bei Modern Records/RPM Records unter Vertrag, als er im August 1954 „einen frischen und entspannten Sound, den ich noch nie gehört hatte“ (King) im Arrangement von Maxwell Davis erhielt. Unter Produzent Johnny Pate wurde Every Day I Have The Blues am 18. und 19. August 1954 in den alten Capitol-Studios (Los Angeles, Melrose Avenue) in der Besetzung B. B King (Gesang/Gitarre), Millard Lee (Piano), Floyd Newman (Saxophon) und Kenny Sands (Trompete) (als Kings Men) aufgenommen.
Im Dezember 1954 erschien dann Sneakin‘ Around / Every Day I Have the Blues (RPM #421) und drang bis auf Rang 8 der Rhythm-&-Blues-Hitparade vor. Nach Veröffentlichung berichtete Billboard von anfangs hohen Plattenumsätzen, die über die Jahre zu über 4 Millionen Exemplaren anwuchsen. Damit avancierte Every Day I Have the Blues zu den meistverkauften Bluessongs aller Zeiten.

## Weitere Coverversionen
Nach B. B. Kings Interpretation erschienen zahlreiche Coverversionen, etwa von Count Basie (aufgenommen am 17. Mai 1955), Elmore James nahm den Song am 21. Februar 1963 in seiner überhaupt letzten Aufnahmesession mit dem typischen Slide-Gitarre-Stil auf. Weitere Fassungen brachten Albert King, Buddy Guy, Chuck Berry, Ray Charles, Eric Clapton, Natalie Cole, Ella Fitzgerald, Jimi Hendrix, Mahalia Jackson, Sarah Vaughan, Carlos Santana oder Lou Rawls heraus. Insgesamt sind bei Broadcast Music Incorporated 28 Titel registriert. Der Song erhielt einen BMI-Award.